# Bevinkoppa, Sampgaon
Bevinkoppa là một làng thuộc tehsil Sampgaon, huyện Belgaum, bang Karnataka, Ấn Độ.